# Condado de Cantillana
El condado de Cantillana es un título nobiliario español creado por el rey Felipe III por real decreto del 19 de marzo de 1611 y real despacho del 23 de abril del mismo año, a favor de Juan Antonio Vicentelo de Leca y Toledo, hijo del II señor de Cantillana. Su nombre se refiere al municipio andaluz de Cantillana, en la provincia de Sevilla.

## Señores de Cantillana
- Juan Antonio Corzo Vicentelo de Leca, I señor de Cantillana, I señor de Brenes y I señor de Villaverde del Río.[2] Procedía de una familia de origen corsa, ennoblecida por su importancia en el comercio y establecida en Sevilla.[3]

Casó con Brígida Corzo y Vicentelo.
- Juan Vicentelo de Leca y Corzo, II señor de Cantillana, II señor de Brenes, II señor de Villaverde del Río y alcalde mayor de Sevilla.[1]

Casó, siendo su primer marido, con Mayor de Toledo y Dávila, hija de Antonio de Toledo y Lima, el Ciego, III señor de la Horcajada y III señor de Bohoyo, y de su esposa Jerónima Dávila y Córdoba. Sucedió como III señor y I conde de Cantillana, III señor de Brenes y III señor de Villaverde del Río, su hijo:

## Condes de Cantillana
- Juan Antonio Corzo Vicentelo de Leca y Toledo, I conde de Cantillana,[1] gentilhombre de boca del rey, gentilhombre de cámara del infante-cardenal, caballero de la Orden de Santiago y alcalde mayor de Sevilla.[4]

Casó, siendo su primera esposa, con Isabel Coloma y Mendoza, dama de la reina Margarita, hija de Antonio Coloma y Sáa (m. 1619), II Condado de elda, y de su esposa Juana Enríquez de Mendoza, hija de Antonio Gómez Manrique de Mendoza, V conde de Castrojeriz, y de su primera esposa, Isabel de Tovar y Enríquez de Velasco.
- Juan Luis Vicentelo de Leca y Coloma, II conde de Cantillana,[6] IV señor de Cantillana, IV señor de Brenes y IV señor de Villaverde del Río.[6]

Casó en primeras nupcias con Teresa de Silva y Hurtado de Mendoza. Contrajo un segundo matrimonio, en 1662, con Margarita Teresa de Eril, III condesa de Eril. Sucedió su hijo del primer matrimonio:
- Juan Antonio Vicentelo de Leca y Silva, III conde de Cantillana,[6] V señor de Cantillana, V señor de Brenes y V señor de Villaverde del Río.[6]

Casó con Isabel de Silva y Toledo. Sucedió su hijo:
- Manuel Vicentelo de Leca y Silva (m. julio 1750), IV conde de Cantillana,[9] VI señor de Cantillana, VI señor de Brenes y VI señor de Villaverde del Río.

Sin descendencia.. Sucedió su sobrino, hijo de su hermana, María Teresa, y de su esposo Luis Ignacio de Baeza y Estrata, III marqués de Castromonte:
- Fernando de Baeza y Vicentelo (m. 1760), V conde de Cantillana,[11] V marqués de Castromonte, grande de España, VII señor de Cantillana, VII señor de Brenes y VII señor de Villaverde del Río.[11]

Sin descendencia, sucedió su hermano:
- José de Baeza y Vicentelo (m. 21 de febrero de 1770), VI conde de Cantillana,[11]  VI marqués de Castromonte, grande de España, X marqués de Montemayor, VIII marqués de Águila, VIII señor de Cantillana, VIII señor de Brenes, VIII señor de Villaverde del río, gentilhombre de cámara con ejercicio y embajador extraordinario.[11]

Sin descendencia, sucedió su sobrino, hijo de su hermana Ángela Dionisia (m. 1703), y de su esposo Miguel Gerónimo Ponce de León y Quesada, III conde de Garcíez y III vizconde de Santo Tomé.
- Joaquín Lorenzo Ponce de León y Baeza (Baeza, 21 de agosto de 1731-Madrid, 7 de abril de 1807), VII conde de Cantillana,[11] VII marqués de Castromonte, grande de España, XI marqués de Montemayor, IX marqués de Águila, IV conde de Garcíez, gran cruz de Carlos III, etc.[11]

Casó en primeras nupcias con María Josefa Dávila y Carrillo de Albornoz, III duquesa de Montemar, III condesa de Valhermoso, y en segundas con María de las Mercedes Belvís de Moncada y Pizarro. Por incompatibilidad de mayorazgos, le sucedió en el condado de Cantillana, su hermano:
- Pedro Ponce de León y Baeza (m. Cantillana, 16 de mayo de 1800), VIII conde de Cantillana,[11]

Caso, el 25 de septiembre de 1788, con su sobrina, María Josefa Bucarelli y Bucarelli. Sucedió su hijo:
- Juan Antonio Ponce de León y Bucarelli (25 de marzo de 1797-5 de febrero de 1861), IX conde de Cantillana  y último señor de Cantillana.[13][11]

Casó en 1820, en Carmona, con su prima Luisa Caro y Madariaga.
- Juan Antonio Ponce de León y Caro (m. Carmona, 13 de abril de 1899), X conde de Cantillana.[14]

Casó con Rosario Álvarez Bohorques Giráldez.  Sin descendencia, le sucedió su hermano:
- Ramón Ponce de León y Caro, XI conde de Cantillana.[14][11]

Casó con Mercedes de Castro Tamarit.  Sin descendencia. Con él se extinguió el título de los condes de la línea de los Corzo Vicentelo. Le sucedió, por real carta de sucesión del 20 de junio de 1924:
- María Isabel Ruiz de Arana y Fontagud Osorio de Moscoso y Aguilera (m. 2007), XII condesa de Cantillana,[15] hija de Vicente Pío Ruiz de Arana y Osorio de Moscoso, XI marqués de Castromonte, XXI conde de Priego, dos veces grande de España, XI conde de Lodosa y maestrante de Zaragoza, y de su esposa Elena María de Fontagud y Aguilera.[16]

Casó, en julio de 1928, con Agustín Pelayo de Olazábal y Eulate, maestrante de Sevilla.  Sucedió su hijo en 2008:
- Tirso de Olazábal y Ruiz de Arana, XIII conde de Cantillana.[17]